# 大阪府三島府民センター

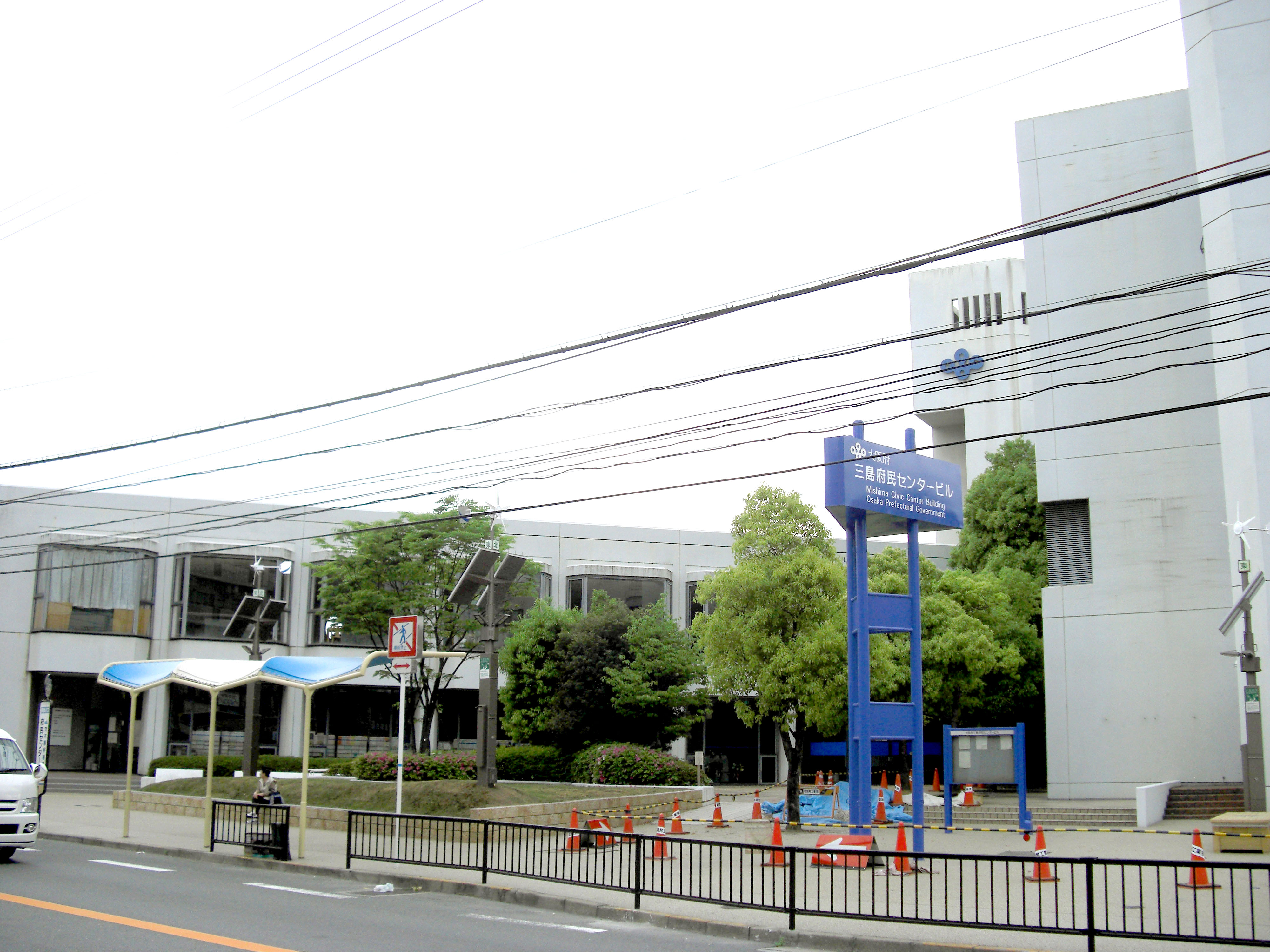
大阪府三島府民センター

大阪府三島府民センター（おおさかふみしまふみんセンター）は、大阪府茨木市中穂積1丁目3-43に所在する、大阪府の行政施設。

## 概要
窓口業務など地域ごとに行ったほうが効率のよい業務を担当する出先機関が入居している。

### 入居する主な出先機関
- 三島府税事務所
- 北部農と緑の総合事務所
- 茨木土木事務所

他に大阪府土地開発公社茨木支所も入居している。

### 入居しない出先機関
- 吹田子ども家庭センター - 吹田市出口町19-3に所在
- 吹田保健所 - 吹田市出口町19-3に所在
- 茨木保健所 - 茨木市大住町8-11に所在

## 管轄市町村
- 大阪府三島地域にあたる下記の4市1町。
  - 吹田市
  - 高槻市
  - 茨木市
  - 摂津市
  - 島本町
- 北部農と緑の総合事務所は豊能地域も管轄する。